# Lockheed C-5 Galaxy
El Lockheed C-5 Galaxy es un gran avión de transporte militar estadounidense, diseñado y construido por Lockheed, y actualmente mantenido y mejorado por su sucesor, Lockheed Martin. Proporciona a la Fuerza Aérea de los Estados Unidos (USAF) capacidad de transporte estratégico pesado de alcance intercontinental, pudiendo llevar cargas descomunales y sobredimensionadas, incluyendo todas las cargas aéreas certificables. El Galaxy posee muchas similitudes con el más pequeño Lockheed C-141 Starlifter y el posterior Boeing C-17 Globemaster III. El C-5 está entre los mayores aviones militares del mundo.
El desarrollo del C-5 Galaxy fue complicado, incluyendo sobrecostes significativos, y Lockheed sufrió importantes dificultades financieras. Poco después de su entrada en servicio se descubrieron grietas en las alas de muchos aviones, y la flota de C-5 restringió sus capacidades hasta que se completaran los trabajos correctivos. El C-5M Super Galaxy es una versión mejorada con nuevos motores y aviónica modernizada, diseñada para extender su vida útil hasta 2040 y más allá.
La USAF ha operado el C-5 desde 1969. En esa época, el transporte aéreo apoyó las operaciones militares de Estados Unidos en los principales conflictos, incluyendo Vietnam, Irak, Yugoslavia y Afganistán, así como apoyo a aliados, como a Israel durante la guerra del Yom Kipur y operaciones en la guerra del Golfo. El Galaxy también ha distribuido ayuda humanitaria, proporcionado socorro en desastres y apoyado al programa espacial estadounidense.

## Desarrollo

### CX-X y Heavy Logistics System (Sistema Logístico Pesado)
En 1961, varias empresas aeronáuticas comenzaron a estudiar diseños de transportes pesados a reacción que pudieran reemplazar al Douglas C-133 Cargomaster y complementar al Lockheed C-141 Starlifter. Además de mayores prestaciones en general, el Ejército de los Estados Unidos quería un transporte con una bodega de carga mayor que la del C-141, cuyo interior era demasiado pequeño para llevar una variedad de su equipo sobredimensionado. Estos estudios llevaron al concepto de diseño "CX-4", pero, en 1962, el propuesto diseño de seis motores fue rechazado porque no fue visto como un avance significativo sobre el C-141. A finales de 1963, el siguiente diseño conceptual fue llamado CX-X. Estaba equipado con cuatro motores, en lugar de los seis del anterior concepto CX-4. El CX-X tenía un peso cargado de 249 000 kg (550 000 lbs), una carga útil máxima de 81 600 kg (180 000 lbs), y una velocidad de Mach 0,75 (805 km/h). El compartimento de carga era de 5,24 m de ancho por 4,11 m de alto y 30,5 m de largo, con puertas de acceso frontal y trasera. Los estudios de la USAF mostraron que los motores turbofán de alta derivación eran necesarios para cubrir los requerimientos de empuje y eficiencia.
Se finalizaron los criterios y se emitió una solicitud de propuestas oficial, en abril de 1964, para un "Sistema Logístico Pesado" ("Heavy Logistics System", CX-HLS, previamente CX-X). En mayo se recibieron propuestas de la aeronave por parte de Boeing, Douglas, General Dynamics, Lockheed y Martin Marietta. General Electric, Curtiss-Wright y Pratt & Whitney presentaron propuestas para los motores. Tras una selección, Boeing, Douglas y Lockheed recibieron contratos de estudio de un año para el fuselaje, junto con General Electric y Pratt & Whitney, para los motores. Los tres diseños compartían ciertas características. La cabina estaba situada bien arriba del área de carga para permitir la carga a través de una puerta frontal. Los diseños de Boeing y Douglas usaban un contenedor en la parte superior del fuselaje que contenía la cabina, mientras que el diseño de Lockheed extendía el perfil de la cabina a lo largo del fuselaje, con una sección transversal en forma de huevo. Todos los diseños poseían alas en flecha, así como puertas frontal y trasera, permitiendo la carga y descarga simultánea. El diseño de Lockheed presentaba una cola en T, mientras que los diseños de Boeing y Douglas tenían colas convencionales.
La Fuerza Aérea consideraba que el diseño de Boeing era mejor que el de Lockheed, pero la propuesta de Lockheed era la oferta de menor coste total. Lockheed fue seleccionada como ganadora en septiembre de 1965, y más tarde se le concedió un contrato en diciembre del mismo año. El motor TF39 de General Electric fue seleccionado en agosto de 1965 para propulsar al nuevo avión de transporte. En esa época, el concepto de motor de GE era revolucionario, ya que todos los motores anteriores tenían una tasa de derivación inferior a 2:1, mientras que el TF39 prometía y alcanzaría una tasa de 8:1, que poseía los beneficios de mayor potencia y menor consumo. Boeing perdió el contrato militar, pero desarrolló el exitoso avión comercial 747, con más de 1500 aparatos construidos cuando finalizó la fabricación en 2022, tras 54 años de producción.

### Puesta en producción

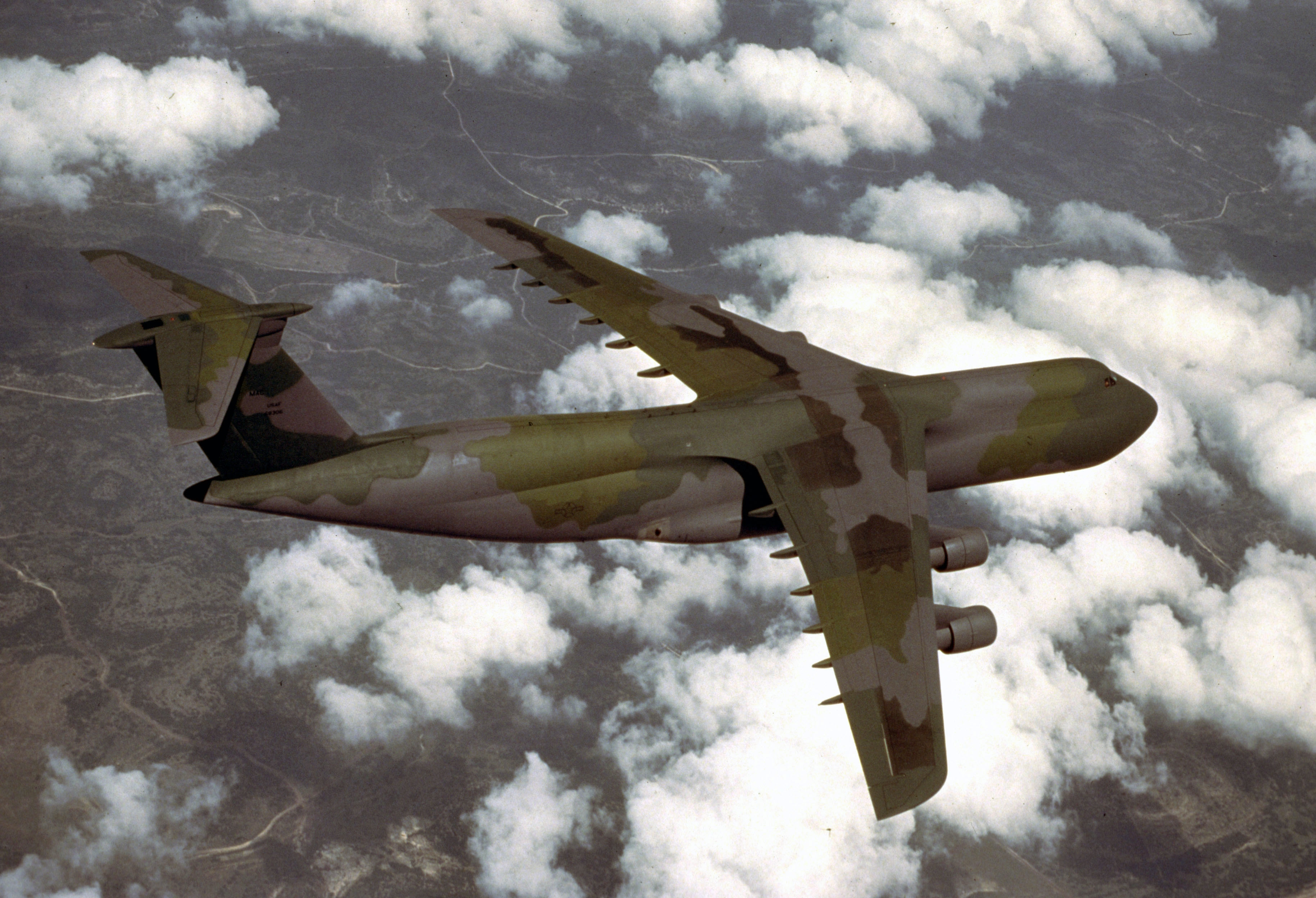
El cuarto C-5A Galaxy 66-8306 con el esquema de camuflaje European One de los años 80.

El primer C-5A Galaxy (matrícula 66-8303) salió de la planta de fabricación en Marietta (Georgia) el 2 de marzo de 1968. El 30 de junio del mismo año comenzaron las pruebas de vuelo del C-5A con el primer vuelo, realizado por Leo Sullivan, con el indicativo radio "ocho-tres-cero-tres-pesado" ("eight-three-oh-three-heavy"). Las pruebas de vuelo revelaron que el avión mostraba un mayor número Mach de divergencia resistente que el previsto por los datos obtenidos en el túnel de viento. El máximo coeficiente de sustentación medido en vuelo, con los flaps bajados a 40°, era mayor que el previsto (2,60 contra 2,38), pero era inferior al previsto con los flaps bajados 25° (2,31 contra 2,38) y con ellos retraídos (1,45 contra 1,52).
El peso del avión fue un serio problema durante el diseño y el desarrollo. En el momento del primer vuelo, el peso estaba por debajo del garantizado, pero en la época de la entrega del noveno avión, ya lo había excedido. En julio de 1969, durante una prueba de combado del fuselaje, el ala falló al 128% de la carga límite, lo que estaba por debajo del requerimiento que solicitaba el 150% de la misma. Se realizaron cambios en el ala, pero durante una prueba en julio de 1970, falló al 125% de la carga límite. Se añadió un sistema pasivo de reducción de carga, implicando alerones arriostrados superiormente, pero la máxima carga útil permitida fue reducida de 100 000 a 86 000 kg (220 000 a 190 000 lb). En esa época, se calculó una probabilidad del 90% de que no más del 10% de la flota de 79 células alcanzaría su límite de fatiga de 19 000 horas sin rotura del ala.
Los sobrecostes y problemas técnicos del C-5A fueron objeto de una investigación del Congreso en 1968 y 1969. El programa del C-5 tiene la dudosa distinción de ser el primer programa de desarrollo con un sobrecoste de 1000 millones de dólares (unos 7400 millones actuales). Debido al problemático desarrollo del C-5, el Departamento de Defensa estadounidense abandonó el sistema Total Package Procurement (Adquisición total del paquete). en 1969, Henry Durham planteó inquietudes acerca del proceso de producción del C-5 contra Lockheed, su empleador. Posteriormente, Durham fue transferido y objeto de abusos hasta que dimitió. La Oficina de Contabilidad del Gobierno corroboró algunos de sus cargos contra Lockheed. Más tarde, la Unión Ética Americana concedió a Durham el Premio Elliott-Black. El Subsecretario Adjunto de la Fuerza Aérea para Sistemas de Gestión, Ernest Fitzgerald, fue otra persona cuyo fomento de la responsabilidad pública no fue bien recibido.
Tras la finalización de las pruebas en diciembre de 1969, el primer C-5A fue transferido a la Transitional Training Unit (Unidad de Entrenamiento Transicional) en la Base Altus de la Fuerza Aérea, Oklahoma. Lockheed entregó el primer Galaxy operacional a la 437th Airlift Wing, Base Charleston de la Fuerza Aérea, Carolina del Sur, en junio de 1970. Debido a los mayores costes de desarrollo de los previstos, en 1970 se realizaron solicitudes públicas para que el Gobierno compartiera las sustanciales pérdidas que estaba experimentando Lockheed. La producción estuvo a punto de paralizarse en 1971 ya que Lockheed atravesaba dificultades económicas, debidas en parte al desarrollo del C-5 Galaxy, así como al del avión comercial civil Lockheed L-1011. El Gobierno estadounidense realizó préstamos a Lockheed para mantener la operatividad de la compañía.
A principios de los años 70, la NASA consideró al C-5 para el papel de Avión de Transporte de Lanzadera (Shuttle Carrier Aircraft), para transportar la Space Shuttle al Centro espacial John F. Kennedy. Sin embargo, lo rechazaron en favor del Boeing 747, en parte debido al diseño de ala baja del 747. Por contra, la Unión Soviética eligió transportar sus lanzaderas usando el An-225 de ala alta, que derivaba del An-124, que es similar en diseño y funciones al C-5.
Durante las pruebas estáticas y de fatiga se descubrieron fisuras en las alas de varios aviones, y como consecuencia, la flota de C-5A fue restringida al 80% de la máxima carga de diseño. Para reducir la carga alar se añadieron a los aviones sistemas de alivio de carga. En 1980, las cargas estaban restringidas a 23 000 kg (50 000 lbs) para carga general en operaciones en tiempo de paz. En 1976 se comenzó un programa de 1500 millones de dólares (unos 7100 millones actuales), conocido como H-Mod, para reemplazar las alas de los 76 C-5A completados y recuperar completamente la capacidad de carga y vida útiles. Después de diseñar y probar la nueva ala, los C-5A la recibieron de 1980 a 1987.

### Reinicio de la producción y desarrollo

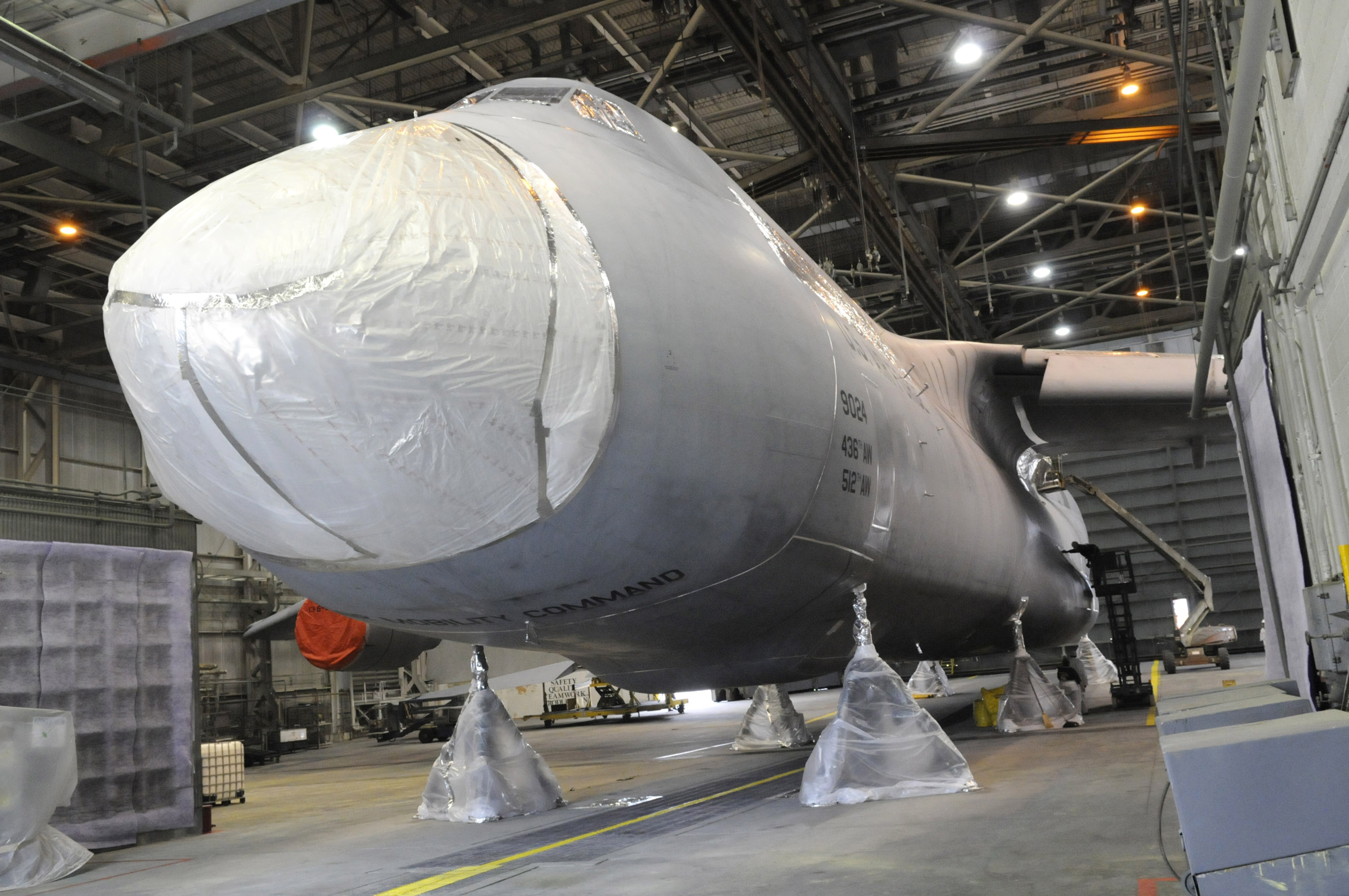
Un Galaxy sometido a las actualizaciones AMP y RERP, para convertirse en un C-5M.

En 1974, Irán, por entonces en buenas relaciones con los Estados Unidos, ofreció 160 millones de dólares (unos 879 millones actuales) para reiniciar la producción del C-5 y permitir a Irán comprar aviones para su propia fuerza aérea, de la misma forma en que se habían adquirido cazas F-14 Tomcat. Sin embargo, Irán nunca encargó aviones C-5, y la posibilidad se detuvo totalmente con la Revolución iraní de 1979.
Como parte de la política militar del Presidente Ronald Reagan, se dispusieron fondos para expandir las capacidades de transporte aéreo de la USAF. Con el programa del C-17 todavía a varios años de completarse, el Congreso aprobó presupuestar una nueva versión del C-5, la C-5B, en julio de 1982, para aumentar las capacidades de transporte aéreo. El primer C-5B fue entregado en la Base Altus de la Fuerza Aérea en enero de 1986. En abril de 1989, el último de los 50 aviones C-5B se unió a los 77 C-5A en la estructura de transporte aéreo de la Fuerza Aérea. El C-5B incluye todas las mejoras del C-5A y numerosas modificaciones de sistemas para mejorar la fiabilidad y la mantenibilidad.
En 1998, el Programa de Modernización de Aviónica (Avionics Modernization Program, AMP) comenzó a actualizar la aviónica del C-5 para incluir una cabina de cristal, equipo de navegación y un nuevo sistema de piloto automático. Otra parte de los trabajos de modernización del C-5 fue el Programa de Mejora de la Fiabilidad y Remotorización (Reliability Enhancement and Re-engining Program, RERP). El programa reemplazaba los motores por otros más modernos y potentes.
Se contrató la modernización RERP para un total de 52 C-5, consistiendo en 49 C-5B, dos C-5C y un C-5A. El programa presentaba más de 70 cambios y actualizaciones, incluyendo motores General Electric más modernos. Tres C-5 fueron sometidos al RERP a modo de prueba. La producción inicial de baja cadencia comenzó en agosto de 2009, alcanzado Lockheed la producción plena en mayo de 2011; en agosto de 2014 habían sido completados 22 C-5M Super Galaxy. Las actualizaciones RERP fueron completadas el 25 de julio de 2018. La Fuerza Aérea recibió el último avión modificado el 1 de agosto del mismo año.
En 2014, Lockheed estuvo investigando la reducción de la resistencia mediante el calentamiento de plasma del flujo transónico turbulento en puntos críticos, reduciendo peso en general y consumo de combustible. El Laboratorio de Investigación de la Fuerza Aérea (Air Force Research Laboratory) contemplaba el uso de aleaciones con memoria de forma para los generadores de vórtices dependientes de la velocidad.

## Diseño

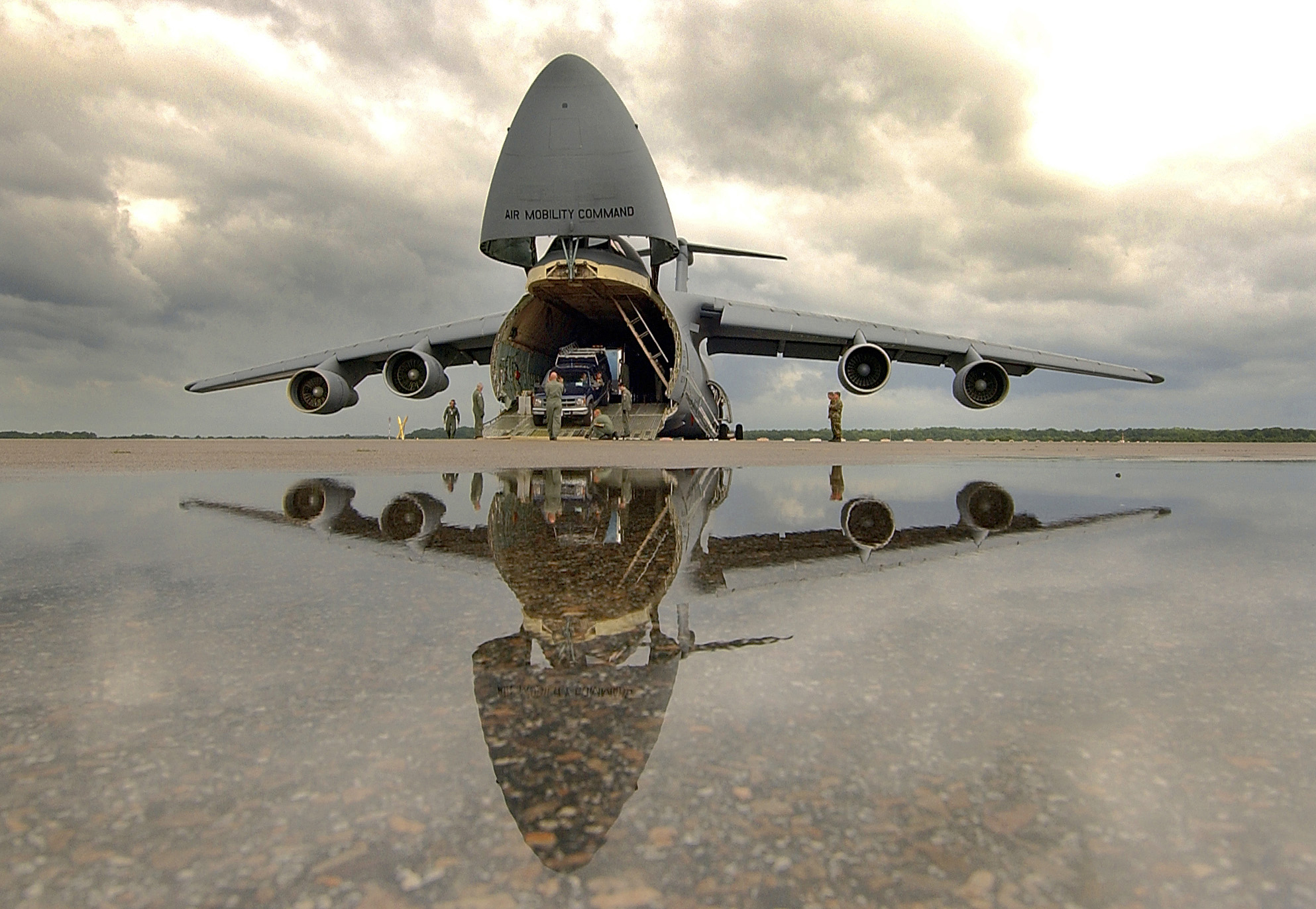
Lockheed C-5 Galaxy en carga sobre superficie mojada en Bush Field, Georgia.

El C-5 es un gran avión de carga de ala alta con un distintivo estabilizador alto (cola en T), con cuatro motores turbofán TF39 montados en pilones por debajo de las alas, que están aflechadas 25°. El C-5M usa motores más modernos GE CF6. De disposición similar a su más pequeño predecesor, el C-141 Starlifter, el C-5 posee 12 depósitos alares internos y está equipado para el reabastecimiento en vuelo. Por encima de la cubierta de carga del largo del avión está una cubierta superior de operaciones de vuelo y acomodo para 80 pasajeros en asientos que miran hacia atrás (a diferencia de la mayoría de los aviones comerciales) y para la tripulación de carga embarcada, en asientos en la dirección de marcha. Las puertas de la bodega en morro y cola se abren para permitir la carga y descarga simultánea.
El espacio de carga del C-5 es 30 cm más largo que la distancia volada en el primer vuelo a motor realizado por los hermanos Wright en Kitty Hawk. Por su voraz consumo de combustible y sus problemas de mantenimiento y fiabilidad, las tripulaciones del Galaxy lo han apodado "FRED", por Fucking Ridiculous, Economic/Environmental Disaster (Jodido y Ridículo Desastre Económico/ecológico).
Los requerimiento de despegue y aterrizaje del avión a peso máximo son de 2500 m y 1500 m, respectivamente. Su tren de aterrizaje de alta suspensión proporciona 28 ruedas para distribuir el peso sobre superficies pavimentadas o de tierra. El tren de aterrizaje principal trasero también puede pivotar para conseguir un radio de giro menor, y rota 90° después del despegue cuando se retrae. El tren de aterrizaje se "arrodilla" para disminuir la altura del avión una vez estacionado, y así la cubierta de carga presenta la altura de la caja de un camión para facilitar las operaciones de carga y descarga.
El C-5 presenta un sistema de análisis y grabación de detección de averías para identificar errores en todo el avión. El compartimento de carga tiene 37 m de largo, 4,1 m de alto y 5,8 m de ancho, o poco más de 880 m³. Puede acomodar hasta 36 pallets 463L o una mezcla de carga paletizada o vehículos. Las puertas de la bodega de carga de morro y trasera se abren a toda la anchura de la bodega para maximizar la carga eficiente de equipos sobredimensionados. Las rampas de anchura total permiten la carga de dos filas de vehículos desde ambos extremos del espacio de carga.
El C-5 Galaxy es capaz de transportar casi cualquier tipo de equipo militar, incluyendo objetos voluminosos como el vehículo lanza puentes (M60 AVLB)  del Ejército, de 67 Tm, desde Estados Unidos a cualquier lugar del mundo; y de acomodar hasta seis helicópteros Boeing AH-64 Apache o cinco M2/M3 Bradley a la vez.

## Historia operacional

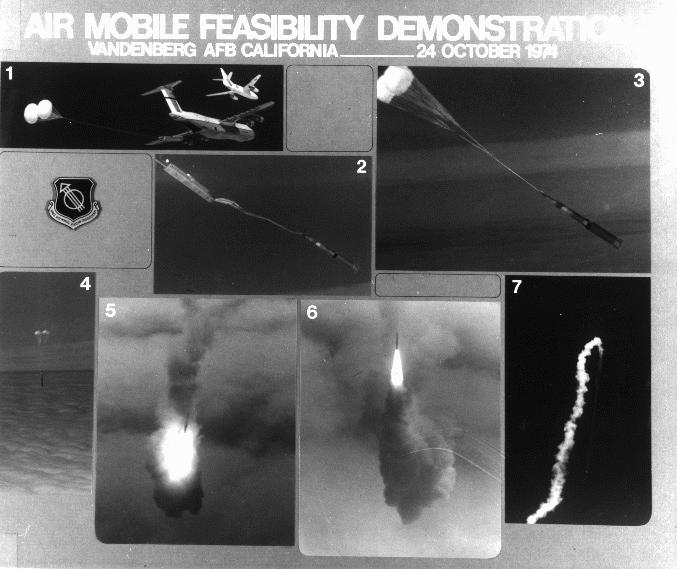
Demostración de Factibilidad del ICBM Aeromóvil Minuteman en C-5A, 24 de octubre de 1974.

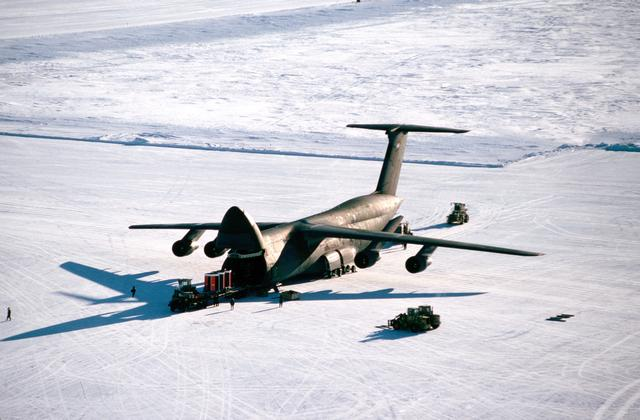
Personal descarga un C-5 Galaxy en Pegasus Field, una pista sobre hielo cerca de la Base McMurdo, Antártida, en 1989.

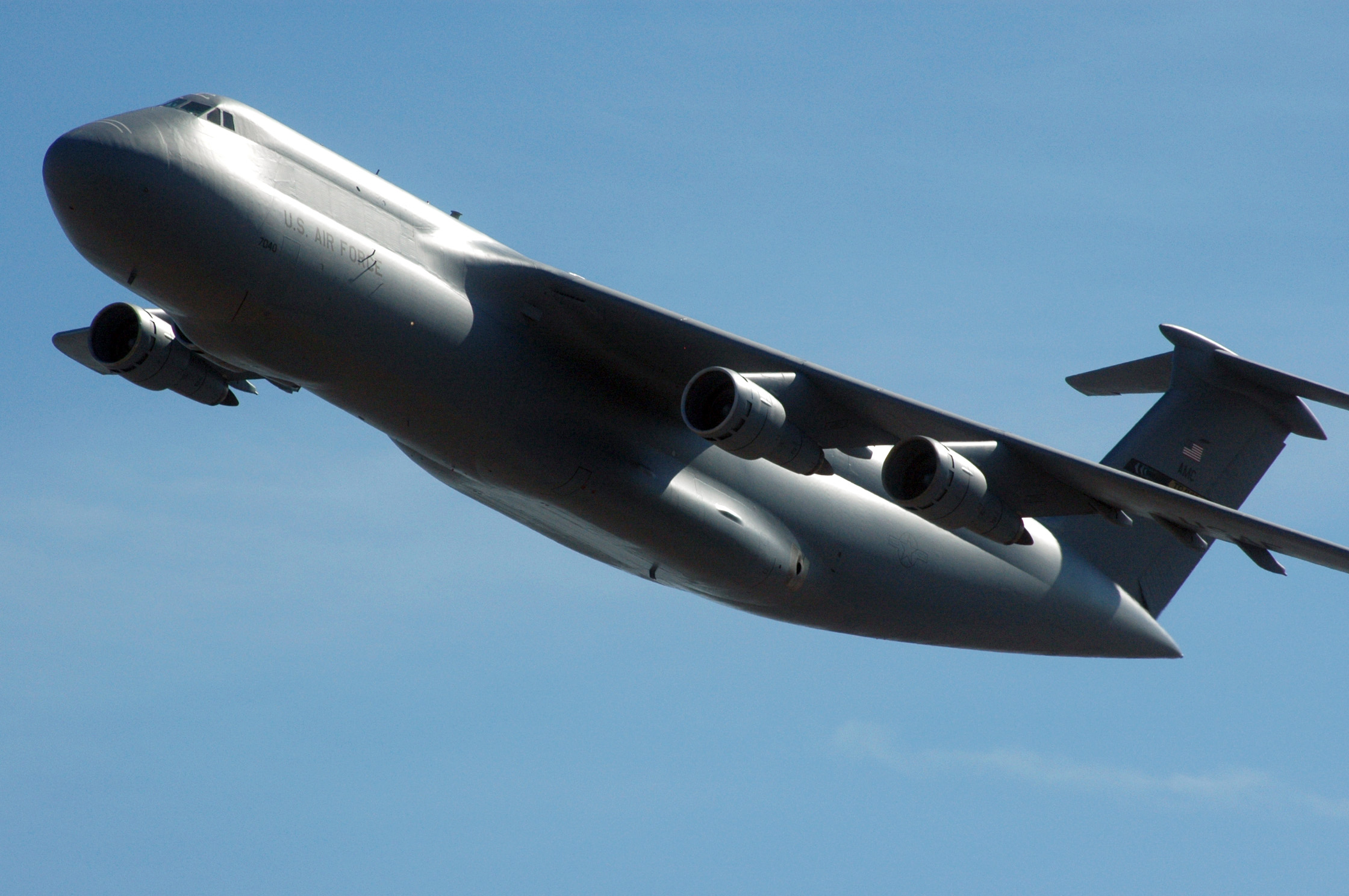
Un C-5 despegando desde la Base de la Fuerza Aérea Robins.

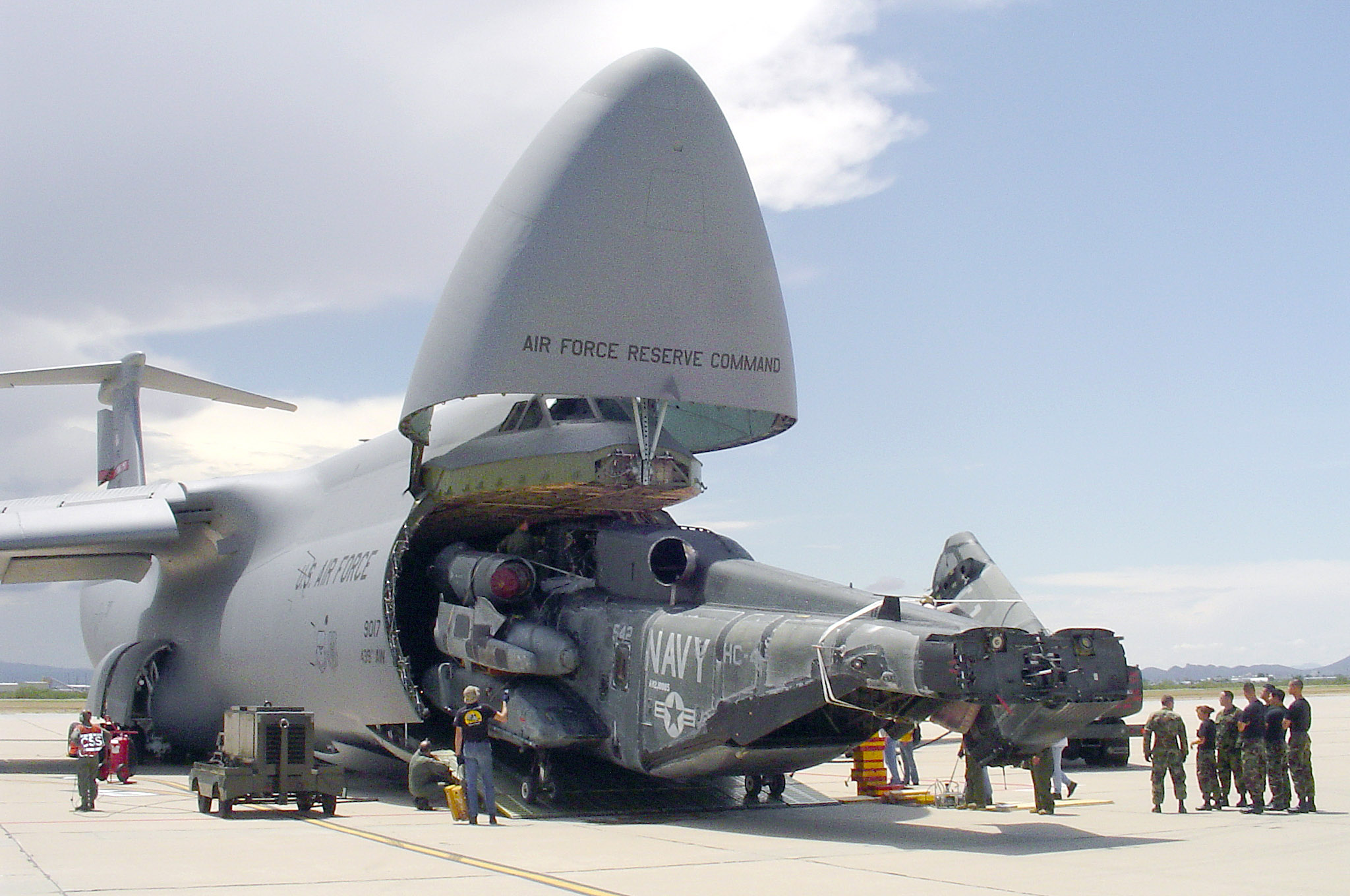
Cargando un helicóptero CH-53E Super Stallion en un C-5A.

El primer C-5A fue entregado a la USAF el 17 de diciembre de 1969. Las Alas (Wing) se formaron a principio de los años 70 en la Altus AFB, Oklahoma; Charleston AFB, Carolina del Sur; Dover AFB, Delaware; y Travis AFB, California. La primera misión del C-5 tuvo lugar el 9 de julio de 1970, en el Sudeste Asiático, durante la guerra de Vietnam. Los C-5 fueron utilizados para transportar equipo y tropas, incluyendo carros de combate del Ejército e incluso aviones pequeños, en los últimos años de intervención estadounidense en Vietnam. En las semanas finales de la guerra, antes de la caída de Saigón, varios C-5 realizaron tareas de evacuación. Durante una de esas misiones, un C-5A se estrelló mientras transportaba gran cantidad de huérfanos, con más de 140 fallecidos.
Los C-5 también han sido utilizados para apoyar y reforzar a varios aliados estadounidenses a través de los años. Durante la guerra de Yom Kipur en 1973, múltiples C-5 y C-141 Starlifter entregaron críticos suministros de munición, reemplazaron armamento y ayudaron de otras formas a Israel, llamándose estos esfuerzos estadounidenses como Operación Hierba Niquelada (Operation Nickel Grass). Las prestaciones del C-5 en Israel fueron tales que el Pentágono empezó a considerar más compras. El C-5 estuvo disponible regularmente para apoyar a los aliados estadounidenses, como la iniciativa de paz británica en Zimbabue de 1979.
El 24 de octubre de 1974, la Organización de Sistemas Espaciales y de Misiles realizó exitosamente una prueba de misil balístico lanzado desde el aire, donde un avión C-5A Galaxy lanzó un ICBM Minuteman de 39 000 kg desde 6100 m (20 000 pies) sobre el Océano Pacífico. El misil descendió hasta los 2400 m (8000 pies) antes de encender su motor cohete. El encendido de 10 segundos llevó al misil a los 6100 m de nuevo antes de caer al océano. La prueba demostró la factibilidad del lanzamiento de un misil balístico intercontinental desde el aire. El despliegue operacional fue descartado por las dificultades de ingeniería y de seguridad, aunque la capacidad fue utilizada como punto de negociación en las Conversaciones sobre Limitación de Armas Estratégicas. El avión 69-0014, "Zero-One-Four" (Cero-Uno-Cuatro), usado en la prueba fue retirado al Museo del Mando de Movilidad Aérea en la Base de la Fuerza Aérea Dover.
El C-5 ha sido usado en varias funciones inusuales. Durante el desarrollo del secreto caza furtivo, el Lockheed F-117 Nighthawk, a menudo se usaron Galaxy para transportar aviones parcialmente desmontados, sin marcas externas de su carga. El C-5 continúa siendo el mayor avión que haya operado en la Antártida, capaz de operar desde Williams Field hasta cerca de la Base McMurdo. El C-5 Galaxy fue el principal activo de suministro en las operaciones de la coalición internacional de 1990-91 contra Irak en la guerra del Golfo. Los C-5 han entregado de forma rutinaria ayuda de socorro y suministros humanitarios en áreas afectadas por desastres naturales o crisis; se realizaron múltiples vuelos a Ruanda en 1994. El C-5 también se usa para transportar al Marine One.
Las alas de los C-5A fueron reemplazadas durante los años 80 para recuperar la plena capacidad de diseño. La USAF recibió el primer C-5B el 28 de diciembre de 1985 y el último en abril de 1989. La fiabilidad de la flota de C-5 ha sido un continuo problema durante toda su vida útil, sin embargo el programa de modernización C-5M buscaba, en parte, arreglar este problema. Su capacidad estratégica de transporte aéreo ha sido un componente logístico clave en las operaciones estadounidenses en Afganistán e Irak. Después de un incidente ocurrido durante la Operación Libertad Iraquí, donde un C-5 resultó dañado por un proyectil, la instalación de sistemas defensivos se ha convertido en una prioridad declarada.
Los programas de modernización AMP y RERP del C-5 planeaban incrementar la tasa de disponibilidad a un objetivo mínimo del 75%. La Fuerza Aérea estadounidense estimó que, en los siguientes 40 años, el C-5M ahorraría más de 20 000 millones de dólares. La primera conversión C-5M fue completada el 16 de mayo de 2006 y los mismos empezaron los vuelos de pruebas en la Base Dobbins de la Reserva Aérea en junio del mismo año. En 2008, la USAF decidió convertir los restantes C-5B y C-5C en C-5M, con actualizaciones en la aviónica y remotorizaciones. Los C-5A recibirían solo las actualizaciones en la aviónica. El último de los 52 C-5M fue entregado al Mando de Movilidad Aérea en agosto de 2018.
En respuesta a los planes de la Fuerza Aérea de retirar los aviones C-5 más antiguos, el Congreso implementó la legislación que establecía los límites de los planes de retiro para el C-5A en 2003. En noviembre de 2013 habían sido retirados 45 C-5A, 11 habían sido desguazados, partes de uno (66-8306) eran un entrenador de carga en la Lackland AFB, Texas, y uno había sido enviado al Warner Robins Air Logistics Center (WR-ALC) para su desmontaje e inspección, para evaluar la integridad estructural y estimar la vida útil restante de la flota.
La Fuerza Aérea estadounidense comenzó a recibir los aviones C-5M reequipados en diciembre de 2008. La producción plena de los C-5M comenzó en el verano de 2009. Ese año, la prohibición del Congreso sobre la retirada de los C-5 fue anulada. La Fuerza Aérea buscaba retirar un C-5A por cada 10 C-17 nuevos encargados. En octubre de 2011, la 445th Airlift Wing, basada en la Base de la Fuerza Aérea Wright-Patterson, reemplazó sus C-5 restantes por C-17. El C-5M alcanzó la capacidad operativa inicial (IOC) el 24 de febrero de 2014, con 16 aviones entregados.
El 13 de septiembre de 2009, un C-5M estableció 41 nuevas plusmarcas y se enviaron los datos de vuelo a la Asociación Aeronáutica Nacional para su reconocimiento formal. El C-5M había transportado una carga de 80 110 kg por encima de 12 500 m (41 100 pies) en 23 minutos, 59 segundos. Además, se establecieron 33 plusmarcas de tiempo de ascenso en varias clases de carga, y la plusmarca mundial de mayor carga a 2000 m (6562 pies) fue batida. El avión estaba en la categoría de 250 000 a 300 000 kg, con un peso al despegue de 294 690 kg incluyendo la carga, combustible y otros equipos.
El 18 de julio de 2017, los C-5 basados en Dover fueron inmovilizados en tierra hasta que las tripulaciones de mantenimiento pudieran determinar las causas de algunos fallos en el tren de aterrizaje delantero. El último C-5 con motores TF39 voló a finales de 2017.

## Variantes

### C-5A

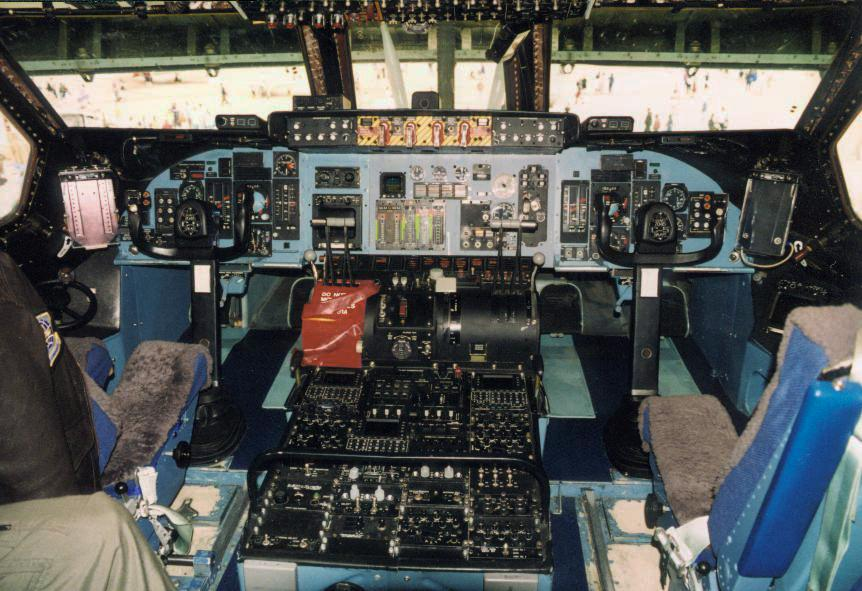
Panel de instrumentos de un C-5A.

La C-5A es la versión original del C-5. De 1969 a 1973 se entregaron 81 C-5A al Mando de Transporte Aéreo Militar de la Fuerza Aérea estadounidense. Debido a fisuras descubiertas en las alas a mitad de los años 70, el peso de la carga fue restringido. Para restaurar toda la capacidad del C-5, se rediseñó la estructura del ala. Se ejecutó un programa para instalar alas reforzadas en 77 C-5A, de 1981 a 1987. El ala rediseñada hacía uso de una nueva aleación de aluminio que no existía en el periodo de producción original. En agosto de 2016 existían 10 modelo A en servicio, volados por la 433d Airlift Wing en la Lackland AFB/Kelly Field, Texas, y por la 439th Airlift Wing en la Westover ARB, del Mando de la Reserva de la Fuerza Aérea. El último C-5A operativo fue retirado el 7 de septiembre de 2017.

### C-5B
La C-5B es una versión mejorada de la C-5A. Incorporaba todas las modificaciones y mejoras realizadas al C-5A, con alas mejoradas, tren de aterrizaje simplificado, motores turbofán TF-39-GE-1C repotenciados y aviónica actualizada. Se entregaron 50 ejemplares de esta versión a la USAF, de 1986 a 1989.

### C-5C
La C-5C es una versión especialmente modificada para transportar grandes cargas. Dos C-5A (68-0213 y 68-0216) fueron modificados después de sufrir importantes accidentes para tener una mayor capacidad interna de carga y acomodar grandes cargas, como satélites. Las principales modificaciones fueron la retirada del piso del compartimento de pasajeros trasero, la división de la puerta de carga trasera por la mitad y la instalación de un nuevo mamparo trasero móvil más hacia atrás. El manual técnico del C-5 se refiere a esta versión como C-5A(SCM) (Space Cargo Modified, Espacio de Carga Modificado). Las modificaciones también incluyeron una segunda toma para la potencia externa, que podía alimentar a cualquier equipamiento eléctrico que pudiera formar parte de la carga. Los dos C-5C son operados por tripulaciones de la USAF en programas espaciales del DoD y de la NASA, y están destinados en la Travis AFB, California. Ambos C-5C habían sido modificados como C-5M en 2017.

### C-5 AMP y C-5M Super Galaxy

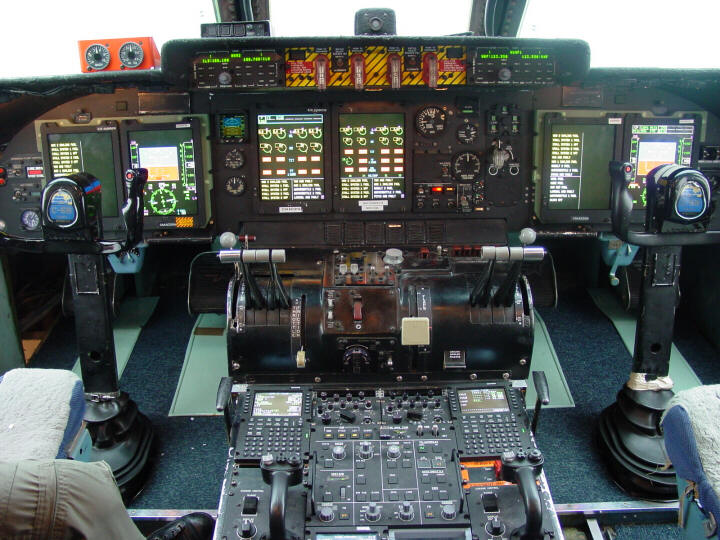
Nueva aviónica de cabina del C-5, instalada con el Programa de Modernización de Aviónica.

Tras un estudio que mostraba que aún quedaba el 80% de vida útil en las células de C-5, el Mando de Movilidad Aérea (AMC) inició un agresivo programa para modernizar todos los C-5B y C-5C restantes, y muchos de los C-5A. El Programa de Modernización de Aviónica (AMP) comenzó en 1998 e incluía la actualización de la aviónica con estándares de Gestión Global de Tráfico Aéreo, comunicaciones mejoradas, instalación de nuevas pantallas planas, mejora del equipo de navegación y seguridad, e instalación de un nuevo sistema de piloto automático. El primer vuelo de un C-5 con el AMP (85-0004) tuvo lugar el 21 de diciembre de 2002.
El Programa de Mejora de la Fiabilidad y Remotorización (RERP) comenzó en 2006. Incluye la instalación de nuevos motores General Electric F138-GE-100 (CF6-80C2), soportes y unidades de potencia auxiliar, y mejoras en la estructura y revestimiento del avión, tren de aterrizaje, cabina y sistemas de presurización. Cada motor CF6 produce un 20% más de empuje (220 kN o 50 000 lbf), consiguiendo un despegue un 30% más corto, una tasa de ascenso a altitud inicial un 38% superior, carga aumentada y mayor alcance. Los C-5 mejorados fueron designados C-5M Super Galaxy.

### L-500
Lockheed también planeó una versión civil del C-5 Galaxy, el L-500, designación de compañía usada por el C-5 mismo. Se diseñaron versiones de pasajeros y de carga del modelo. La versión de pasaje habría sido capaz de transportar hasta 1000 viajeros, mientras que la versión de carga estaba previsto que fuera capaz de llevar un volumen típico del C-5 por solo 2 centavos por tonelada-milla (en dólares de 1967). Aunque se expresó algún interés por los transportistas, no se encargó ninguna versión del L-500, debido a los costes operacionales causados por su baja eficiencia energética (una significativa preocupación para un transportista lucrativo, incluso antes de la crisis del petróleo de los años 70), la fuerte competencia del 747 de Boeing y los altos costes experimentados por Lockheed en el desarrollo del C-5, y más tarde en los del L-1011, que provocaron el rescate gubernamental de la compañía.

### C-5 Shuttle Carrier
Lockheed propuso un C-5 de doble fuselaje como Avión de Transporte de Lanzadera para contrarrestar al Conroy Virtus, pero el diseño fue rechazado en favor del Boeing 747.

## Operadores

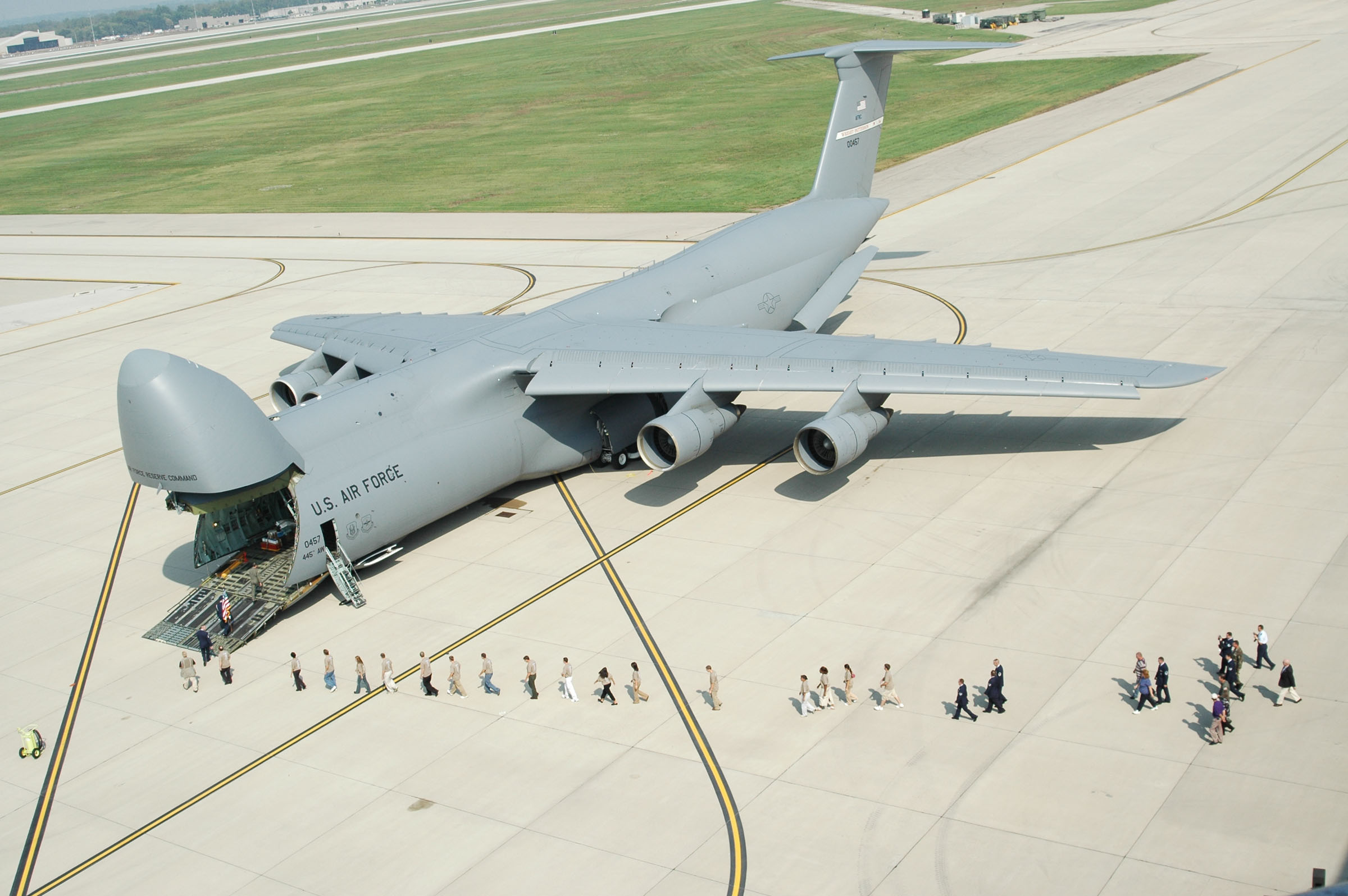
Personal en fila para entrar en el primer C-5A Galaxy de la 445.ª Ala en 2005.

A diferencia de su homólogo soviético (ahora ucraniano), el Antonov An-124 Ruslan de uso tanto civil como militar, el C-5 se limita por completo al ámbito militar y gubernamental.
 Estados Unidos
- Fuerza Aérea de los Estados Unidos (USAF)
  - 60th Air Mobility Wing, Travis Air Force Base, California
    - 22nd Airlift Squadron

  - 105th Airlift Wing, (ANG), Stewart ANGB, New York
    - 137th Airlift Squadron

  - 164th Airlift Wing, (ANG), Memphis International Airport, Tennessee[109]
    - 155th Airlift Squadron

  - 167th Airlift Wing, (ANG), Martinsburg, West Virginia
    - 167th Airlift Squadron

  - 349th Air Mobility Wing, Travis Air Force Base, California
    - 312th Airlift Squadron

  - 433rd Airlift Wing, (AFRC) Lackland Air Force Base, Texas
    - 68th Airlift Squadron
    - 356th Airlift Squadron

  - 436th Airlift Wing, Dover Air Force Base, Delaware
    - 9th Airlift Squadron

  - 439th Airlift Wing, (AFRC) Westover Air Reserve Base, Massachusetts
    - 337th Airlift Squadron

  - 512th Airlift Wing, (AFRC) Dover Air Force Base, Delaware
    - 709th Airlift Squadron

  - La Fuerza Aérea de los Estados Unidos también opera 2 C-5C para la NASA.

## Galería

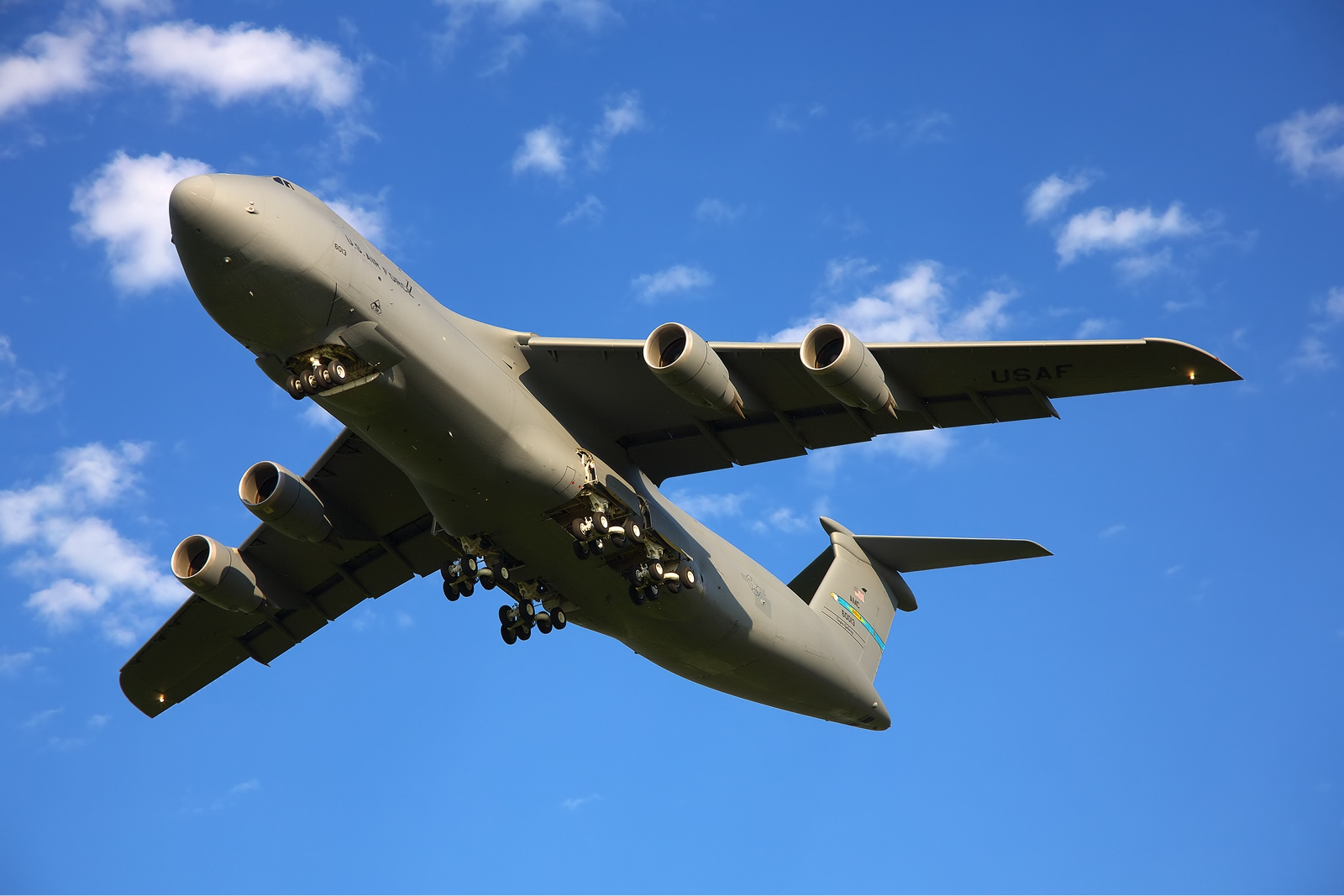
Vista inferior de un C-5M Super Galaxy.
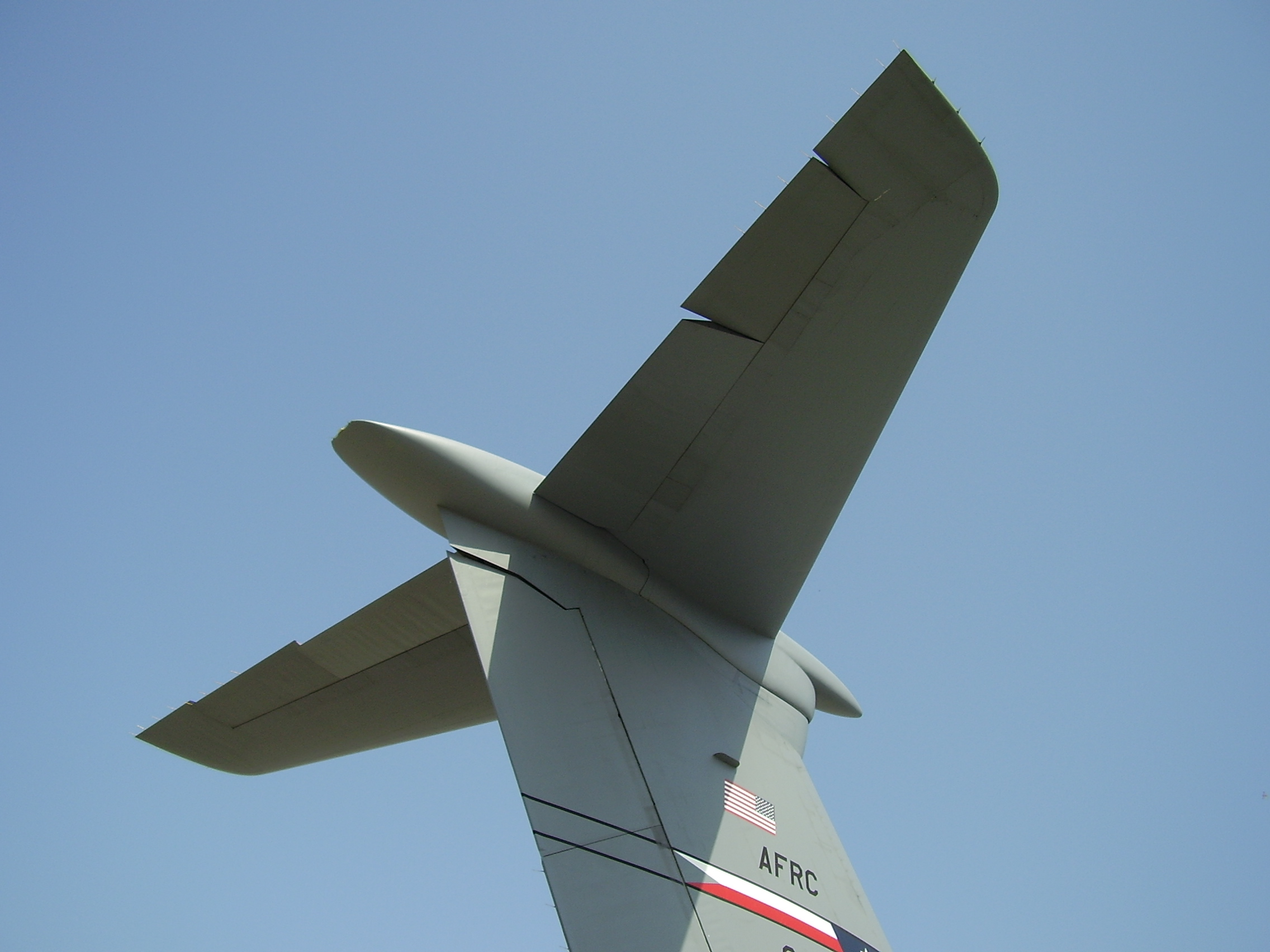
Configuración de cola en T.
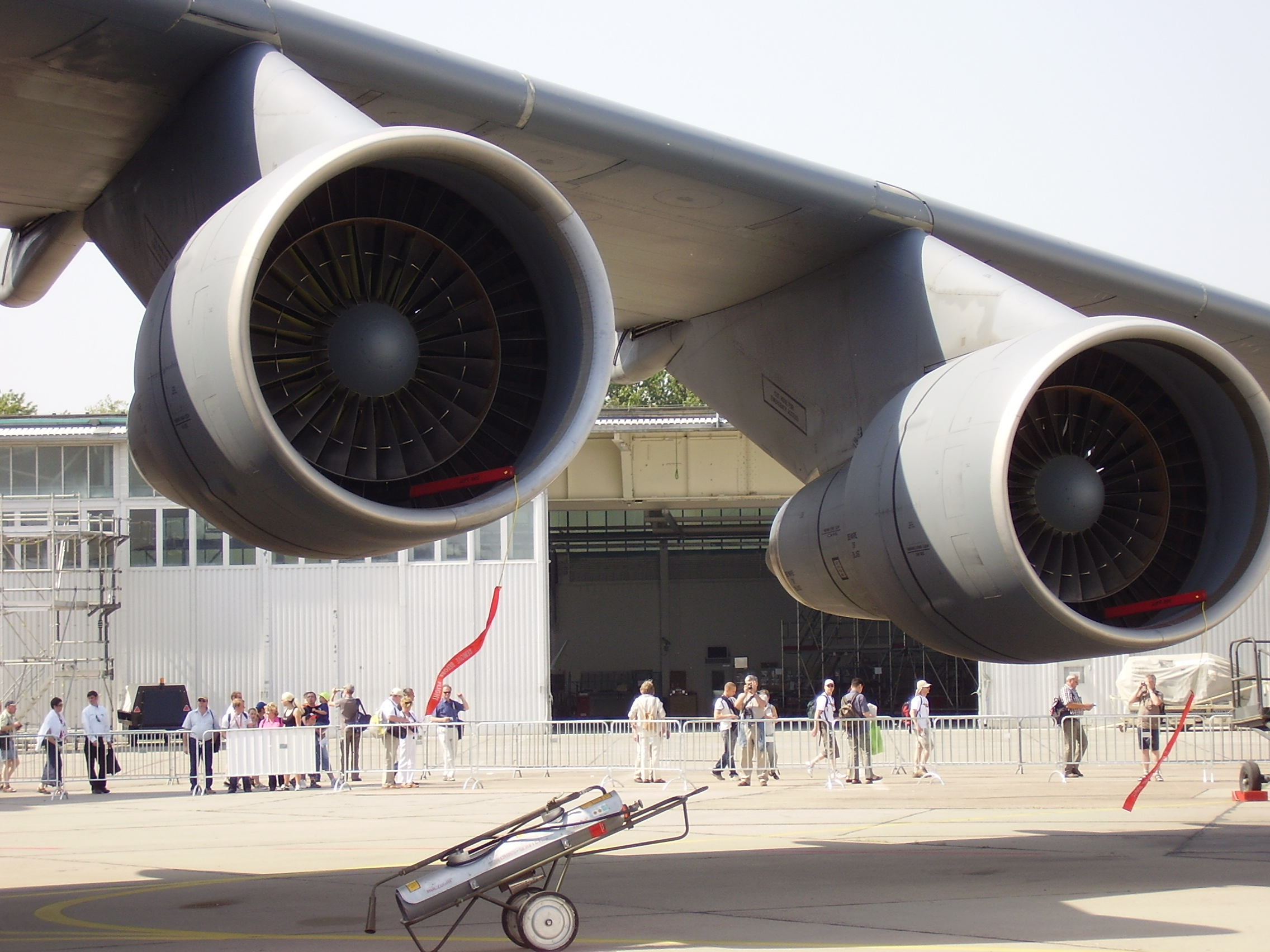
Motores General Electric TF39 del C-5 Galaxy.
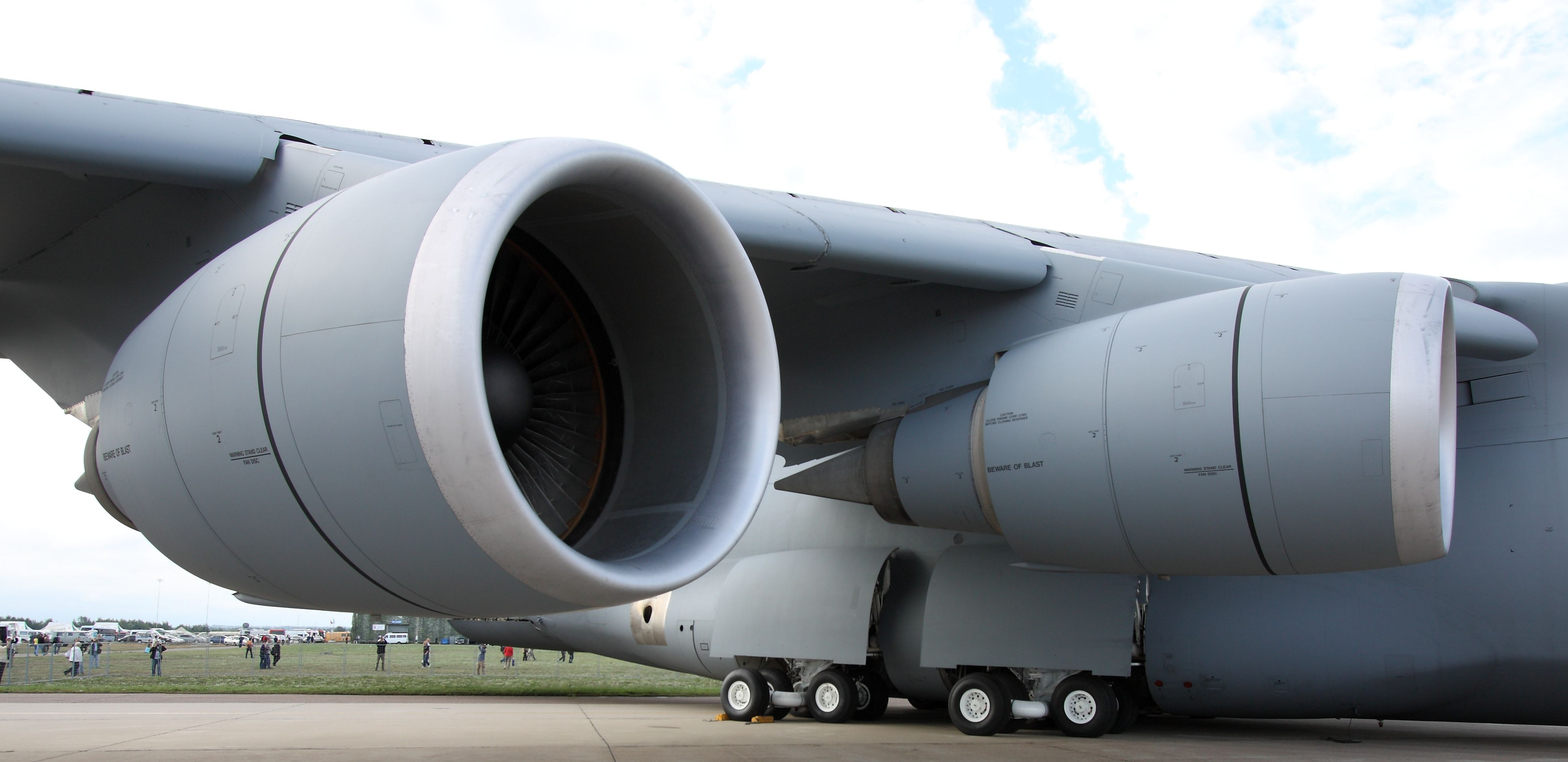
Motores General Electric CF6-80 del C-5M Super Galaxy.
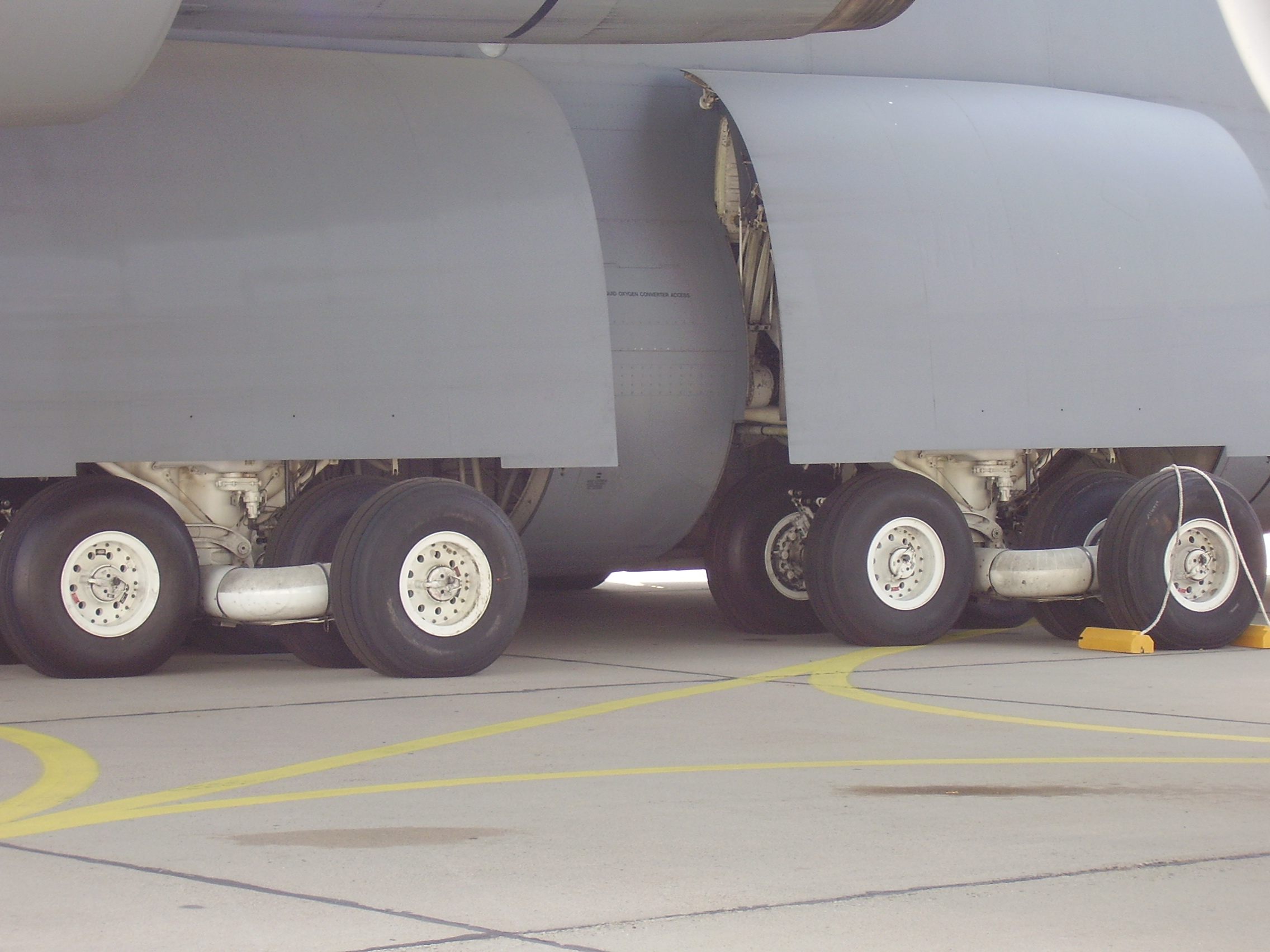
Tren de aterrizaje principal.
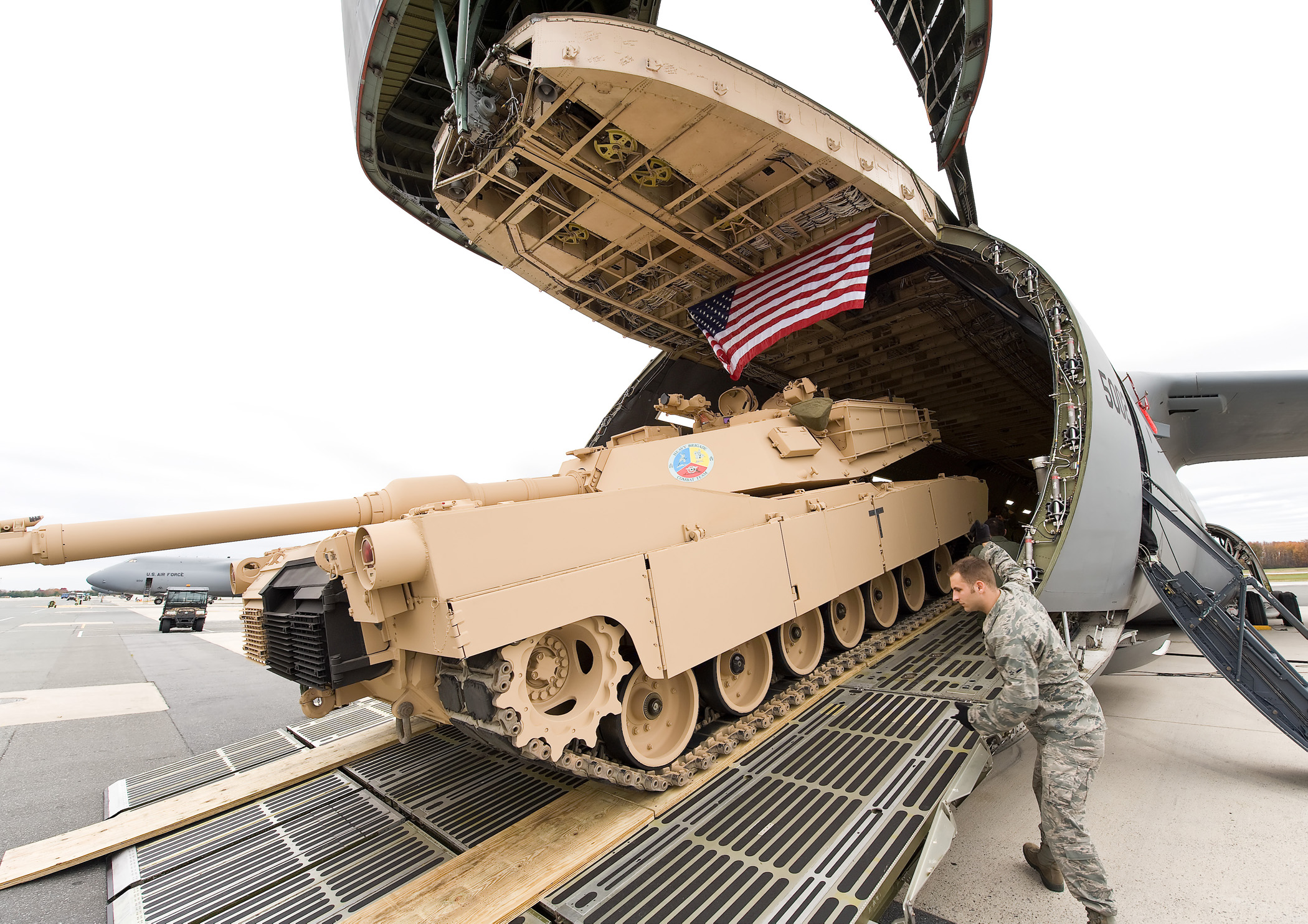
Cargando un M1A1 Abrams a través de la compuerta frontal.
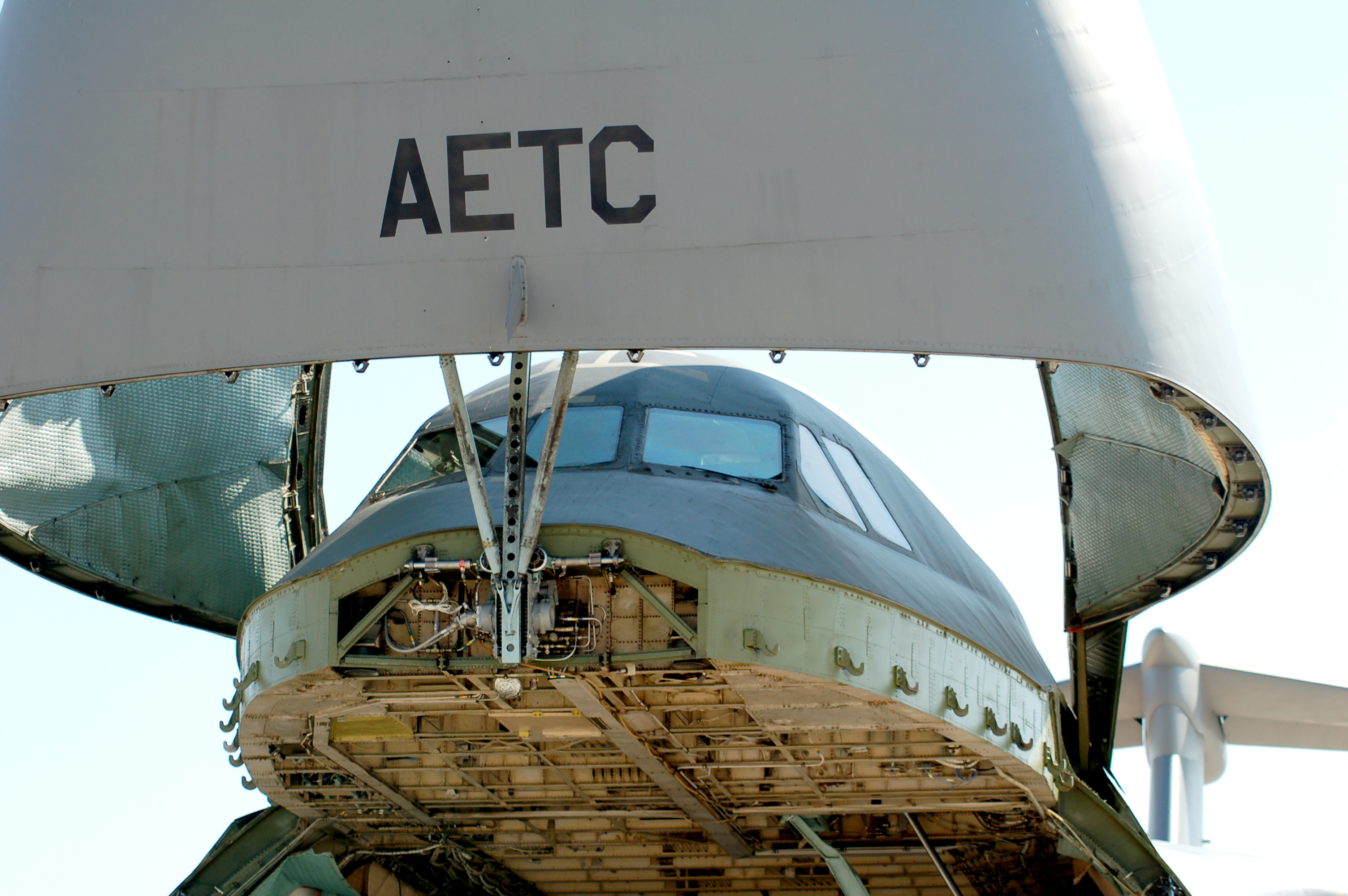
Detalle del sistema de apertura frontal de carga y descarga.
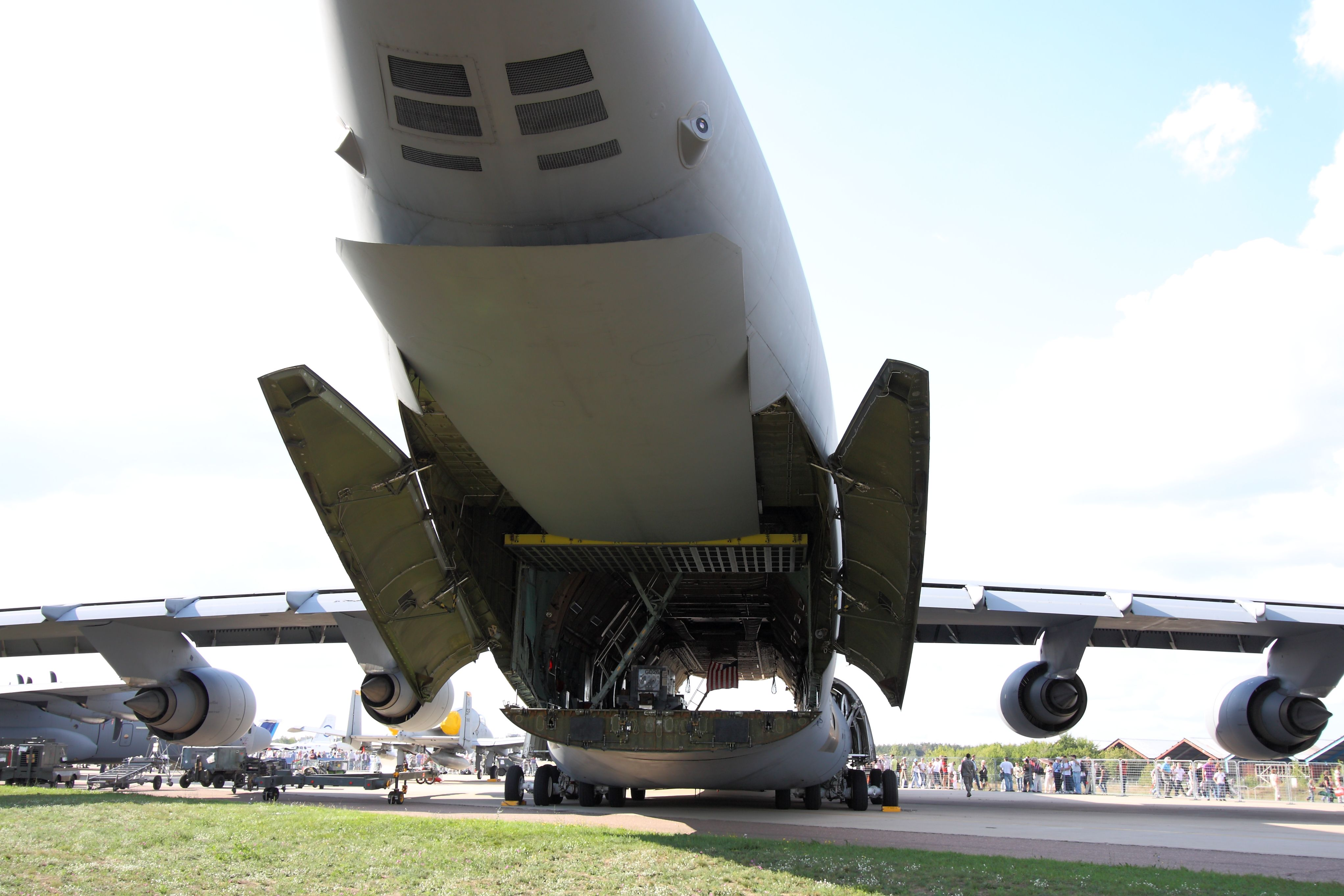
Compuerta de carga y descarga trasera.
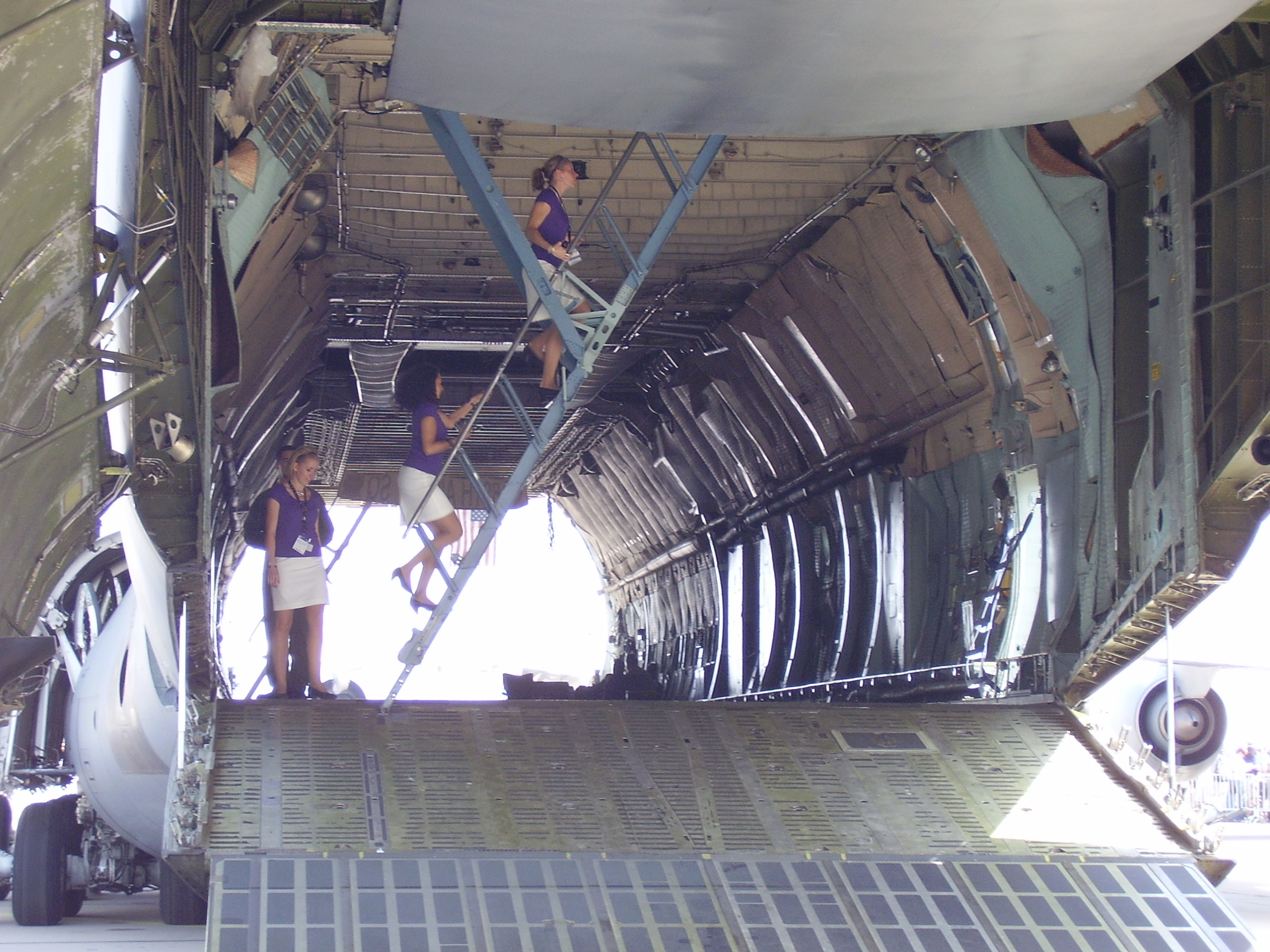
Vista más detallada de la rampa de carga y descarga trasera.
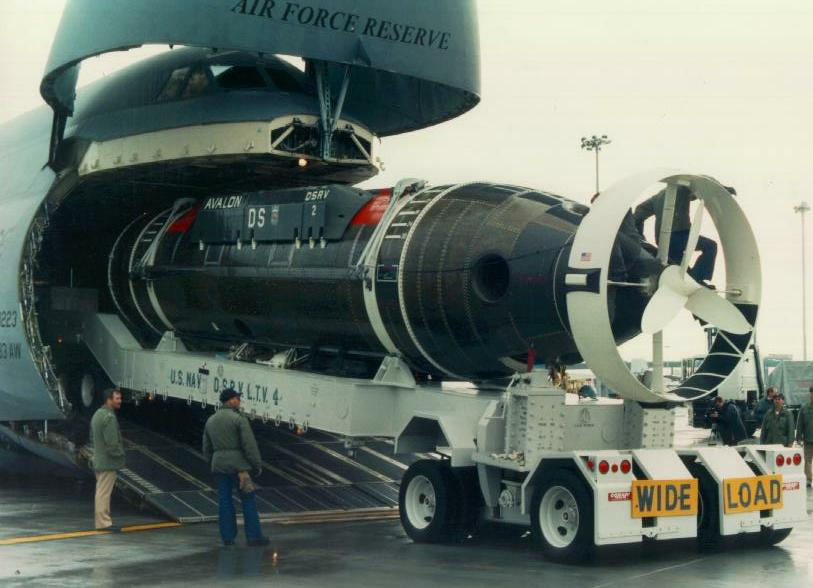
Cargando un submarino de rescate de la clase Mystic en un C-5 Galaxy.
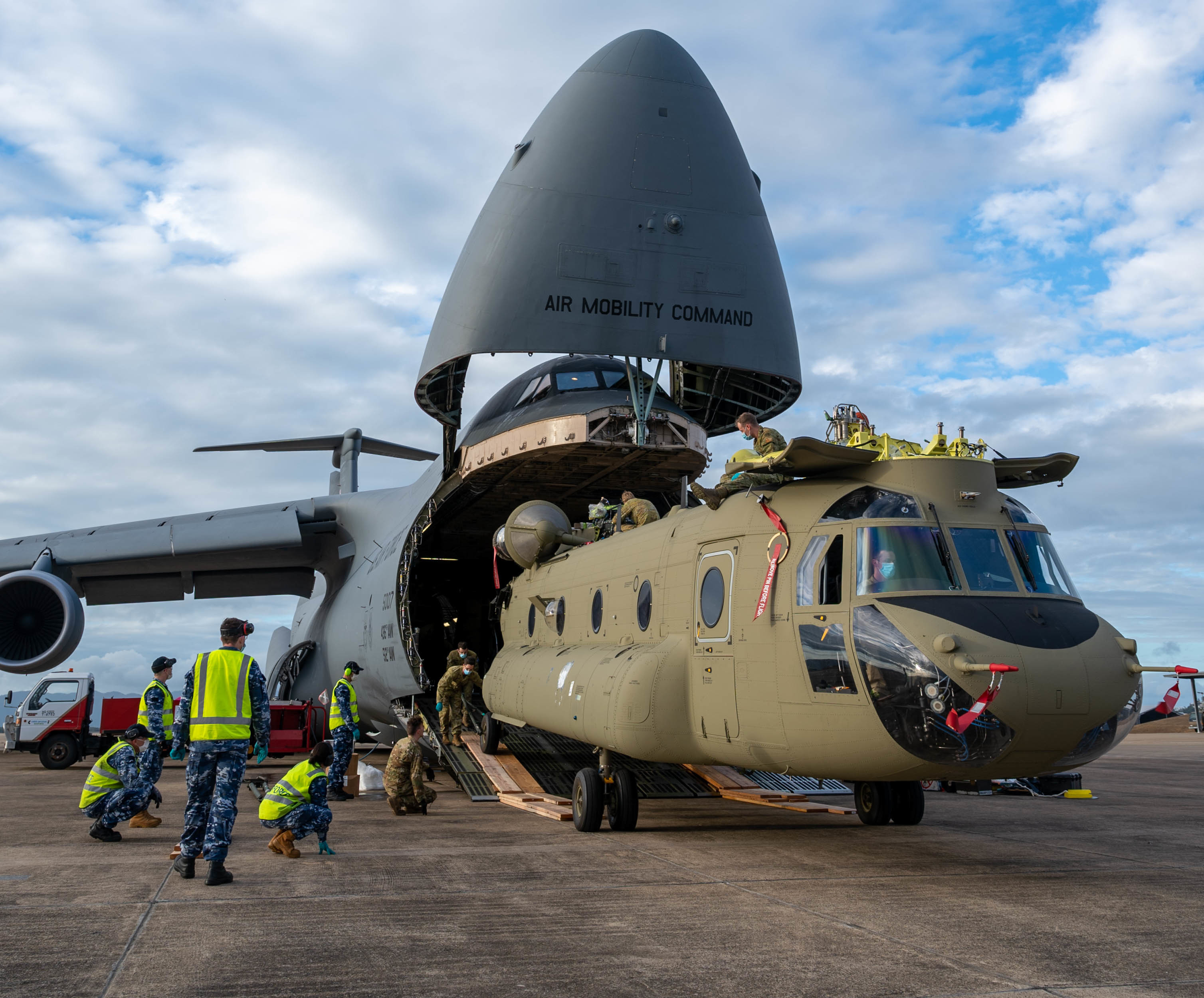
Un helicóptero Chinook siendo descargado de un C-5M Super Galaxy.
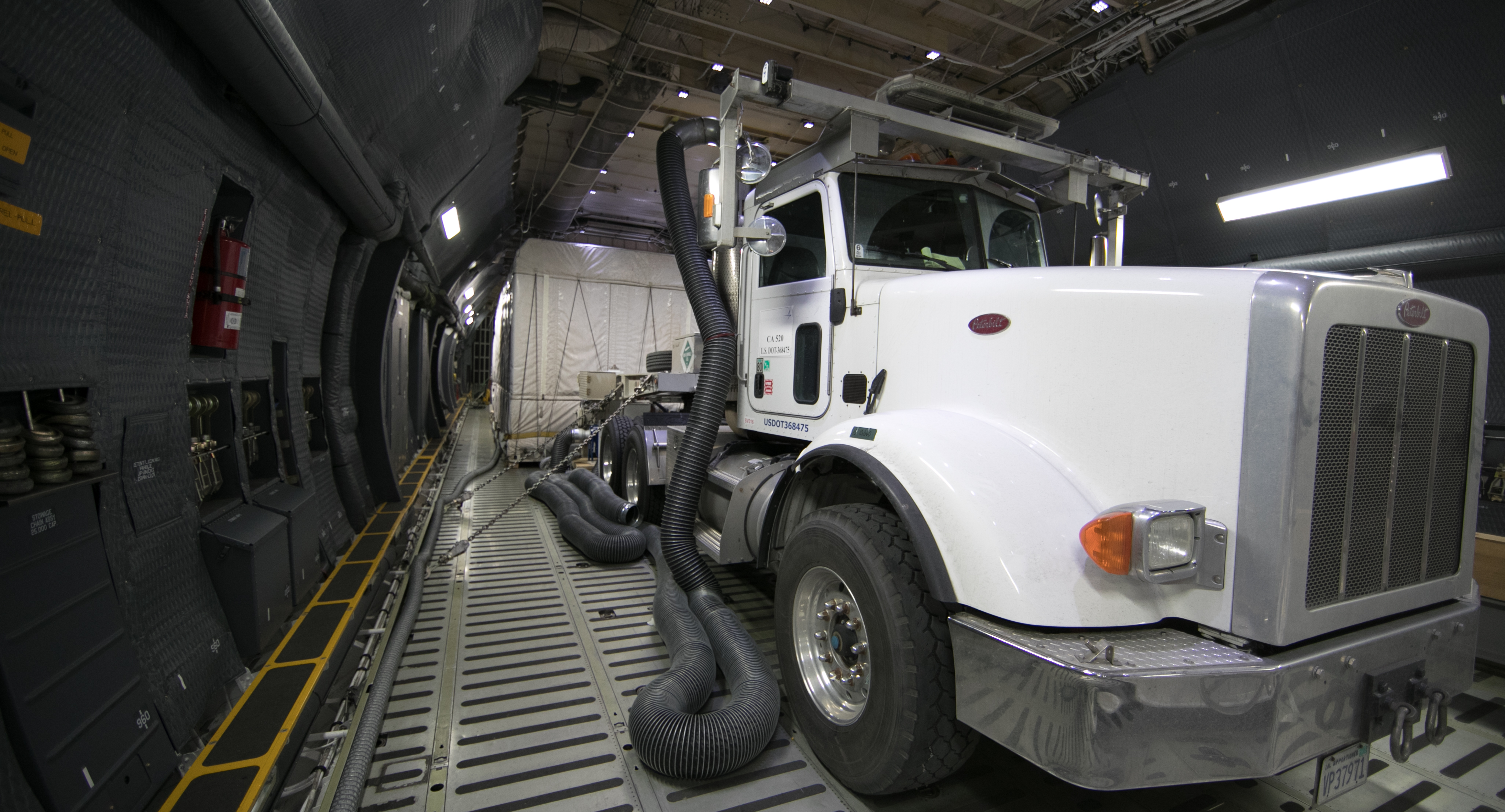
Satélite GOES-S siendo descargado de un C-5 en el Centro espacial John F. Kennedy.
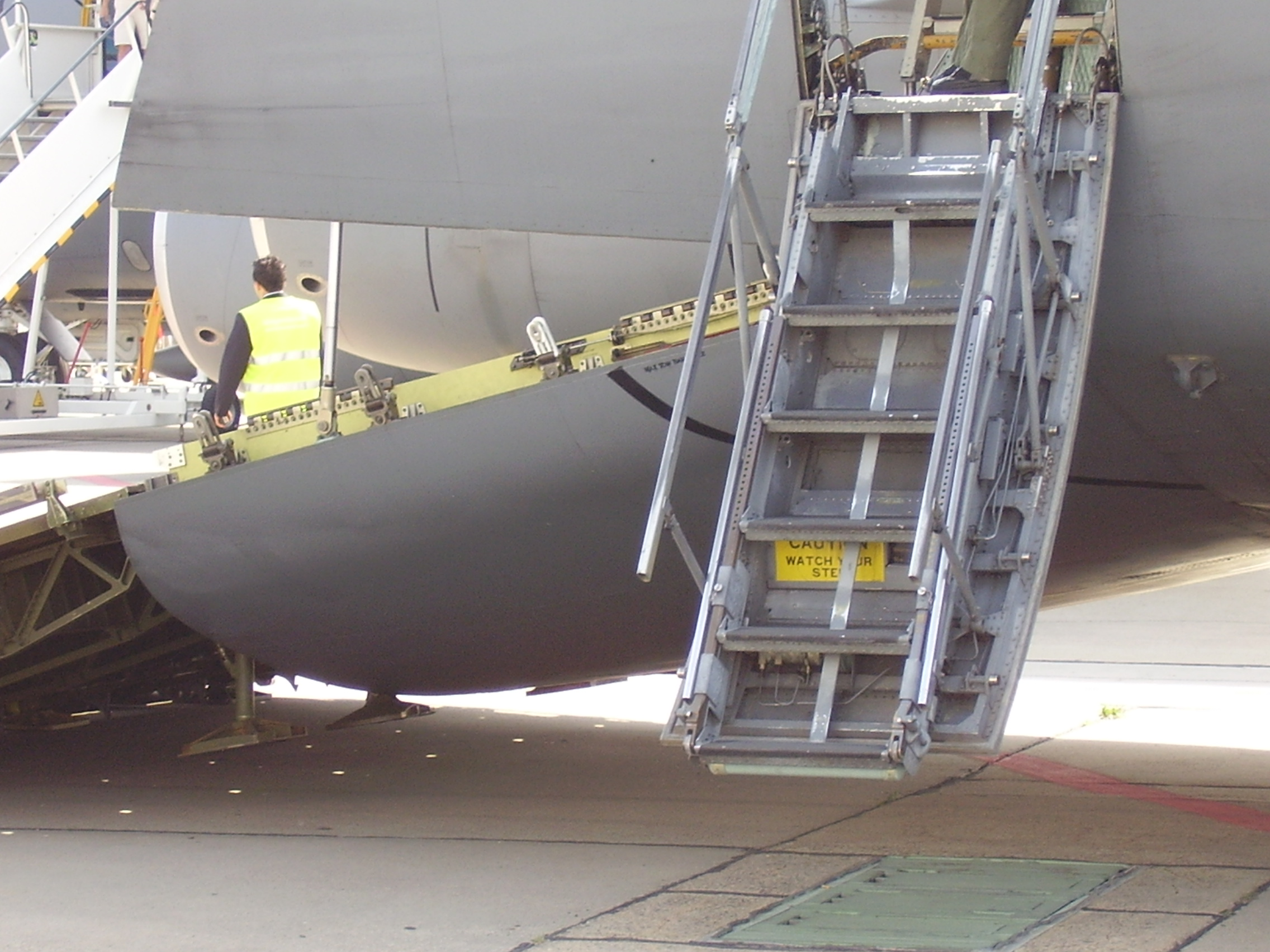
Escalera para acceso del personal en la parte delantera del avión.
Receptáculo para reabastecimiento en vuelo situado justo detrás de la cabina de vuelo.

## Especificaciones (C-5B)
Referencia datos: Quest for Performance, International Directory of Military Aircraft, y USAF fact sheet The Aviation Zone.

### Características generales
- Tripulación: 

  - Normal: Siete (piloto, copiloto, 2 mecánicos de vuelo, 3 supervisores de carga)
  - Mínima: Cuatro (piloto, copiloto y 2 mecánicos de vuelo)
- Carga: 122 470 kg
- Longitud: 75,3 m (247,1 ft)
- Envergadura: 67,9 m (222,7 ft)
- Altura: 19,8 m (65,1 ft)
- Superficie alar: 576 m² (6200,2 ft²)
- Peso vacío: 172 370 kg (379 903,5 lb)
- Peso cargado: 348 800 kg (768 755,2 lb)
- Peso máximo al despegue: 381 000 kg (839 724 lb)
- Planta motriz: 4× turbofán de alto índice de derivación General Electric TF39-GE-1C.
  - Empuje normal: 191,3 kN (19 507 kgf; 43 006 lbf) de empuje cada uno.
- Capacidad de combustible: 193 600 litros

### Rendimiento
- Velocidad máxima operativa (Vno): 932 km/h (579 MPH; 503 kt) (Mach 0,79)
- Velocidad crucero (Vc): 919 km/h (571 MPH; 496 kt) (Mach 0,77)
- Alcance: 4440 km (2397 nmi; 2759 mi) con una carga de 119 400 kg
- Techo de vuelo: 10 881 m (35 699 ft) con un peso bruto de 279 000 kg
- Régimen de ascenso: 9,1 m/s (1799 ft/min)
- Carga alar: 610 kg/m² (124,9 lb/ft²)
- Empuje/peso: 0,22
- Carrera de despegue: 1600 m
- Distancia de aterrizaje: 1100 m

### Aviónica
- Radar meteorológico a color Bendix
- Triple sistema de navegación inercial (INS) Delco
- Sistema de control de vuelo automático (AFCS)

## Aeronaves relacionadas

### Aeronaves similares
- Boeing C-17 Globemaster III
- Boeing 747
- / Antonov An-124
- / Antonov An-225

### Secuencias de designación
- Secuencia Numérica (interna de Lockheed): ← 475 - 480 - 489 - 500 - 520 - 522 - 549 -- 1049/A - 1060 - 1080 - 1090 - 1132 - 1149 - 1195 →
- Secuencia C-_ (Aviones de Carga estadounidenses, 1962-presente): ← C-2 - C-3 - C-4 - C-5 - C-6 - C-7/B - C-8 →